# 니시다 요시히로
니시다 요시히로(일본어: 西田 吉洋, 1973년 1월 30일 ~ )는 일본의 전 축구 선수이다.

## 구단 경력
1995년 J1리그의 산프레체 히로시마에 입단했다. 1996년 교토 퍼플 상가로 이적했다. 1997년까지 47경기에 출전하여, 1득점을 넣었다. 1998년 아비스파 후쿠오카로 이적했다. 2000년부터 2002년까지 도쿄 베르디에서 뛰었다. 2002년 7월 콘사돌레 삿포로로 이적했다. 2003년후 현역 은퇴.